# Колиска для кішки
«Колиска для кішки» (англ. Cat's Cradle) — фантастичний роман-антиутопія американського письменника Курта Воннеґута, написаний у 1963 році. Один із найпопулярніших романів автора, що приніс йому світове визнання. Сюжет обертається навколо смертельної речовини «лід-дев'ять», створеної винахідником ядерної бомби Феліксом Гоннікером.

## Назва

«мотузочка»: колиска для кішки

Колиска для кішки — одна зі складних фігур дитячої гри з мотузками, що формою одночасно нагадує і колиску для кота, і структуру атомної бомби.
У романі Фелікс Гоннікер, «батько атомної бомби», в момент бомбардування, під час єдиної, за все життя, гри з сином Ньютоном, випадково сплів «колиску для кішки», чим налякав хлопчика. Будучи дорослим Ньют Гоннікер часто згадуватиме цю гру в негативному контексті.

Мало не сто тисяч років дорослі крутять під носом у своїх дітей таким сплетінням з мотузочки… Не дивно, що вони ростуть психами. Адже така «колиска для кішки» — просто переплетені ікси на чиїхось руках. А малюки дивляться, дивляться, дивляться … І ніякої, до біса, кішки, ніякої, до біса, колиски немає!

## Стиль
Філософія і роздуми над долею людства замасковані Воннегутом під іронію і жорстокий «чорний» гумор. Письменник створив замальовки короткими і різкими «мазками». Композиційно роман складається з невеликих розділів і підрозділів, які включають в себе, подекуди, лише кілька речень. Текст кожного підрозділу є окремим анекдотичним епізодом, а весь роман — це ряд пов'язаних між собою саркастичних жартів, що підсилюються завдяки численним аналогіям, протиставленням, доречним метонімічним порівнянням .

## Проблематика
- взаємозв'язок людини і технологій: відповідальність вчених за свої винаходи, роман-попередження про самознищення
- екологічні проблеми середовища
- релігія, як засіб маніпулювання масами[1]

## Сюжет
На початку книги розповідач, письменник Джон, просить називати його Іоною тому, що його «завжди куди-небудь заносить». Якось він вирішив написати книгу, де збирався розповісти про те, чим займалися американці в день коли на Хіросіму була скинута перша атомна бомба.
При дослідженні теми Джон знайомиться з дітьми покійного Фелікса Гоннікера (винахідника атомної бомби), які зберігають у себе ще одне небезпечне творіння батька — «лід-дев'ять», поділений між собою. Його Гоннікер-старший створив на допомогу військовим, яким важко пробиратися через грязьові і болотні райони під час атак. «Лід-дев'ять» має альтернативний склад води, що твердіє при кімнатній температурі. Це зменшує вологість площ і полегшує маневрування для солдатів.
Розповідач дізнається, що старший син Гоннікера Френк, якого вважали зниклим безвісти, живе на маленькому острові Сан-Лоренцо, де займає пост міністра. Письменник разом з Ньютоном та Анжелою Гоннікерами (братом та сестрою Френка) летить туди.
В польоті Джон читає книгу про Сан-Лоренцо і дізнається про острівного пророка Боконона. Під час роботи над книгою, розповідач змінює свій релігійний світогляд з християнського на боконізм, періодично використовуючи в своїй розповіді притчі нового вчення, терміногологію, описуючи основні його положення.
На острові «Йона» знайомиться з іншими колоритними персонажами книги та більше дізнається про засновника боконізму.
Боконон та Маккейб намагалися створити на острові утопію, але зазнали невдачі, тож згодом поділили свої обов'язки: Маккейб став тираном і пригноблювачем, а Боконон взяв собі роль праведника і борця за щасливе життя людей, заснувавши релігію, що ґрунтується на всесвітній брехні. На останнього постійно влаштовувались облави. Але спіймати його так і не вдалося, бо виявилося, що всі жителі Сан-Лоренцо і навіть диктатор «Папа» Монзано сповідують боконізм.
«Папа» Монзана помирає від раку, тому Френк Гоннікер пропонує оповідачу майбутню вільну посаду президента острова і одруження на прийомній дочці тирана, на що отримує згоду. Оголошення про це передбачалось зробити на святі «Ста мучеників за демократію», але несподівано помирає «Папа» Монзано, сплутавши таблетку від болю з «льодом-дев'ять».
Під впливом цього розкривається ще одна таємниця: всі діти Фелікса Гоннікера вигідно позбулися своїх шматків «льоду-дев'ять». Анжела за нього отримала чоловіка, що працював на США, Ньют подарував свою частину радянській балерині, що виявилась агентом КДБ, а Френк в обмін на «лід-дев'ять» став правою рукою «Папа» Монзани. Захід, Схід та третій світ стали власниками страшної зброї.
Незабаром один з літаків зазнає аварії і врізається в будинок «Папа» Монзани, після вибуху «лід-дев'ять» демонструє свої властивості: води усіх рік і морів на Землі, а також усі підземні води миттєво перетворюються на твердий «лід-дев'ять», кружляють смерчі, сіючи руйнування по всій планеті. Розповідач з Моною рятуються в бункері під палацом.
У сховку Джон вивчає зібрання творів Боконона. На першій сторінці першого тому попередження: «Не будь дурнем. Зараз же закрий цю книгу. Тут все цілковита Фома». Але розповідач не звертає на це застереження уваги. Чотирнадцятий том складається лише з одного слова «ні» — це відповідь на питання, що винесене в заголовок: «Чи може розумна людина, враховуючи досвід поколінь, мати хоч найменшу надію на світле майбутнє людства».
В останньому розділі роману Боконон постає перед героями босий, вкритий памороззю від «льоду-дев'ять». На питання про що він думає, пророк відповідає, що настав час дописати останню фразу його книги і простягає Джону списаний листок паперу. Фразою, написаною на ньому, завершується роман Курта Воннегута.

Якби я був молодшим, я написав б історію людської дурості. Я забрався б на гору Маккейб і ліг на спину, підклавши під голову цей рукопис. І я взяв би з землі синьо-білу отруту, що перетворює людей в статуї. І я став би статуєю і лежав би на спині, моторошно вишкіряючи зуби і показуючи довгий ніс самі знаєте кому!

## Сан-Лоренцо
Сан-Лоренцо — це вигадана країна, що складається з одного міста, де відбуваються події більшої частини роману «Колиска для кішки».
Це скелястий острів, розташований у Карибському морі. Форма правління — диктатура. Законодавчий орган — не діючий. Інфраструктура напівзруйнована, на всю країну діє лише один автомобіль (таксі). Населення сповідує вигадану релігію Боконізм, але офіційним залишається християнство.

## Боконізм
Боконізм - це пародійна релігія, вигадана Куртом Воннегутом і описана в романі «Колиска для кішки». Суть боконізму полягає у тому, що все на світі неправда і що легше живеться тим хто вірить, а не тим, хто розуміє. Основні положення Боконізму викладені в притчах та Каліпсо.

## Персонажі
Розповідач (письменник на ім'я Джон) — описує події з гумором та сарказмом. Під час написання книги про атомні бомбардування Хіросіми і Нагасакі, знайомиться з дітьми Гоннікера, від них дізнається про лід-дев'ять. Він починає книгу словами «Називайте мене Іоною» натякаючи на «Мобі Діка» Германа Мелвілла. Джон та Ізмаїл (розповідач з «Мобі Діка») мають риси, як головного так і другорядного героя.
Фелікс Гоннікер — «Батько атомної бомби». Проголошений одним із найрозумніших вчених на Землі. Ексцентричний та безпристрасний чоловік, що виявляє апатію до всього, окрім свого дослідження. Створив лід-дев'ять — потенційно катастрофічну речовину, що може знищити все живе на планеті. Бібліографічні деталі про Гоннікера є сполучною ниткою між різними підрозділами історії і служать фоном для розповідача.
Доктор Ейза Брид — віце-президент Загальної сталеливарної компанії, був завідувачем науково-дослідницької лабораторії під час роботи там Фелікса Гоннікера. Відвідує з розповідачем місто Ілліум та місця, де раніше працював Фелікс.
Емілі Гоннікер — прекрасна дружина Фелікса Гоннікера, яка помирає під час пологів (народився Ньют Гоннікер). За твердженням доктора Бріда, ускладнення виникли через автокатастрофу, в яку потрапила Емілі раніше і у якій пошкодила таз. Брід був коханцем Емілі до того, як вона вийшла заміж за Фелікса.
Ньютон (Ньют) Гоннікер — карлик, син Фелікса Гоннікера, брат Френка і Анжели Гоннікерів. Художник. Має короткий роман з російською танцівницею Зінкою, яка виявилась агентом КДБ і намагалась викрасти лід-дев'ять.
Франклін «Френк» Гоннікер — син Фенікса Гоннікера, генерал-майор Сан-Лоренцо. Брат Ньюта та Анжели Гоннікерів. Людина технічного складу розуму. Охоче надає консультації технічного характеру, але не в змозі самостійно приймати серйозні рішення. Хобі — моделювання.
Анжела Гоннікер Коннерс — дочка Фелікса Гоннікера, сестра Френка і Ньюта Гоннікерів, одружена із Гаріссоном Ч. Коннерсом — президентом компанії «Фабрі-Тек», кларнетистка. На відміну від свого середнього брата, Анжела зависока, як для жінки. Вона піклувалася про свого батька після смерті матері і замінила її для Ньюта. У неї та її братів є зразки льоду-дев'ять, які вони знайшли біля тіла свого мертвого батька. Помирає під час гри на кларнеті, який був забруднений льодом-дев'ять.
Боконон (Ліонель Бойд Джонсон) — співзасновник Сан-Лоренцо (разом із Ерлом Маккейбом), фундатор Боконізму (нової релігії), пророк.
Ерл Маккейб — співзасновник Сан-Лоренцо (разом із Бокононом), який керує островом протягом багатьох років.
«Папа» Монзано — хворий диктатор Сан-Лоренцо. Один із помічників Ерла Маккейба і його наступник. Прийомний батько Мони Еймонс Монзано. Після призначення своїм наступником Френка Гоннікера «Папа» покінчує життя самогубством за допомогою льоду-дев'ять.
Мона Еймонс Монзано — прийомна дочка «Папа» Монзани. Вважається «єдиною красивою жінкою на Сан-Лоренцо». Вона погодилася вийти заміж за Джона, але здійснила самогубство за допомогою льоду-дев'ять.
Джуліан Касл — мультимільйонер, екс-власник цукрової компанії «Касл і син». Розповідач вирушає на Сан-Лоренцо заради інтерв'ю з ним.
Лов Кросбі — власник велосипедного заводу в Чикаго, якого Джон зустрічає у літаку під час подорожі до Сан-Лоренцо. Його основна мета: перенести свою фабрику на Сан-Лоренцо через наявність там достатньої кількості дисциплінованої дешевої робочої сили.
Гйезел Кросбі — дружина Лоу Кросбі, яка просить всіх жителів штату Індіана (США) називати її «мамусею».
Філіп Касл — син Джуліана Касла, директор і власник готелю «Каса Мона» на острові Сан-Лоренцо. Боконон навчав його і Мону, коли вони були юні. Філіп також написав історію Сан-Лоренцо, її під час польоту на острів читає розповідач. Під час читання Клер Мінтон (дружина посла) дійшла висновку, що Філіп гомосексуал.
Горлік Мінтон — новий американський посол, якого автор зустрічає у літаку. Перебував у чорному списку, як комуніст, прихильник ери МакКартизму.
Клер Мінтон — дружина нового американського посла в Сан-Лоренцо.

## Відгуки та відзнаки
У 1964 році книга «Колиска для кішки» Курта Воннегута була номінована на премію Г'юго за найкращий роман поточного року
У 1985 році найавторитетнішим шотландським критиком-фантастикознавцем Дейвідом Прінґлом роман включено до переліку 100-та найкращих англомовних науково-фантастичних романів за період з 1949 по 1984 рік.

## Вплив на культуру

### Музика
- 1975 р.: рок-гурт «Ambrosia» у пісні «Nice, Nice, Very Nice» використав текст із 53-ї Каліпсо Боконона[7].

### Телебачення
- 2005 р.: права на екранізацію книги були придбані продюсерською компанією Леонардо ді Капріо, але наразі[8] робота над фільмом не ведеться[9].
- 2015 р.: компанія IM Global Television оголосила про проект адаптації книги під серіал[10]

### Театр
- 2008 р.: постановка мюзиклу «Колиска для кішки», м. Нью-Йорк, режисер Едвард Ейнхорн[11].
- 2010 р.: класична театральна постановка роману, м. Вашингтон, режисер Кетлін Екерлі[12].

## Українські переклади
- Курт Воннеґут. Колиска для кішки. Переклад з англійської: Аліна Немірова. Харків: КСД. 2016.  240с. ISBN 978-617-12-1518-4
- Курт Воннеґут. Колиска для кішки. Видавництво: BookChef. 2022. 224с. ISBN 978-617-548-101-1